# Vig Sogn
Vig Sogn ist eine Kirchspielsgemeinde (dän.: Sogn) auf der dänischen Insel Seeland. Bis 1970 gehörte sie zur Harde Ods Herred im damaligen Holbæk Amt, danach zur Trundholm Kommune im Vestsjællands Amt, die wiederum im Zuge der Kommunalreform zum 1. Januar 2007 in der Odsherred Kommune in der Region Sjælland aufgegangen ist.

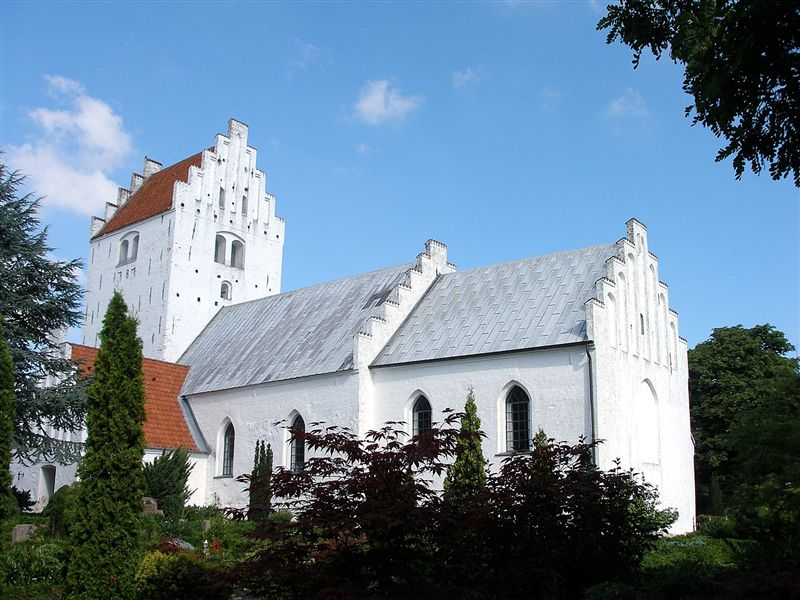
Vig Kirke mit Staffelgiebeln

Am 1. Januar 2023 lebten im Kirchspiel 3380 Einwohner, davon 1770 im Kirchort Vig und 205 in der Ortschaft Kelstrup. Auf dem Gebiet der Gemeinde liegt die „Vig Kirke“.
Nachbargemeinden sind im Norden Højby Sogn, im Nordosten Nørre Asmindrup Sogn, im Osten Egebjerg Sogn, im Süden Grevinge Sogn und im Südwesten Asnæs Sogn. Im Westen grenzt das Kirchspiel an die Ostsee.

## Persönlichkeiten
- Aksel Sørensen (1891–1955), Turner
- Einar Olsen (1893–1949), Turner